# Кушнов, Михаил Петрович
Михаи́л Петро́вич Кушно́в (18 ноября 1923 — 25 октября 1953) — советский офицер, участник Великой Отечественной войны, командир взвода 3-го гвардейского воздушно-десантного полка 1-й гвардейской воздушно-десантной дивизии 53-й армии 2-го Украинского фронта, Герой Советского Союза (1945), гвардии лейтенант.

## Биография
Родился в 1923 году в селе Новотагилка (Оренбургской губернии).
В рядах Красной Армии с марта 1942 года. Был призван Миасским РВК Челябинской области.  Он был участником Сталинградской битвы, участвовал в освобождении Молдавии и Румынии.
5 ноября 1944 года во главе группы разведчиков под огнём противника он переправился через реку Тиса и захватил стратегически важную высоту, в течение ночи и дня отразив 12 атак вражеских солдат. Лично Михаил Петрович уничтожил 12 фашистов, взял в плен одного офицера и трех солдат. Горстка храбрецов отстояла захваченный плацдарм, обеспечив переправу основных сил Красной Армии.
Указом Президиума Верховного Совета СССР от 24 марта 1945 года за образцовое выполнение боевых заданий командования и проявленные при этом мужество, храбрость и героизм гвардии лейтенанту Кушнову М. П. присвоено звание Героя Советского Союза с вручением ордена Ленина (№ 45045) и медали «Золотая Звезда» (№ 5009).
После войны из-за тяжёлых ранений был уволен из рядов Вооружённых сил. Окончил Свердловскую юридическую школу (1948), работал адвокатом. Вернулся в Миасс, с 1953 года работал секретарем в Миасском горисполкоме. Избирался депутатом горсовета.
25 октября 1953 погиб, попав в автомобильную катастрофу. Похоронен в Миассе на старом городском кладбище.

## Награды
- Медаль «Золотая Звезда» Героя Советского Союза;
- орден Ленина.
- Медали, в том числе:
  - медаль «За боевые заслуги»;
  - медаль «За победу над Германией в Великой Отечественной войне 1941—1945 гг.».

## Память
- Именем Героя названа улица в поселке Новотагилка Миасского городского округа.
- На доме в поселке Новотагилка, где он родился, установлена мемориальная доска[4].